# Arcachon bei schönem Wetter

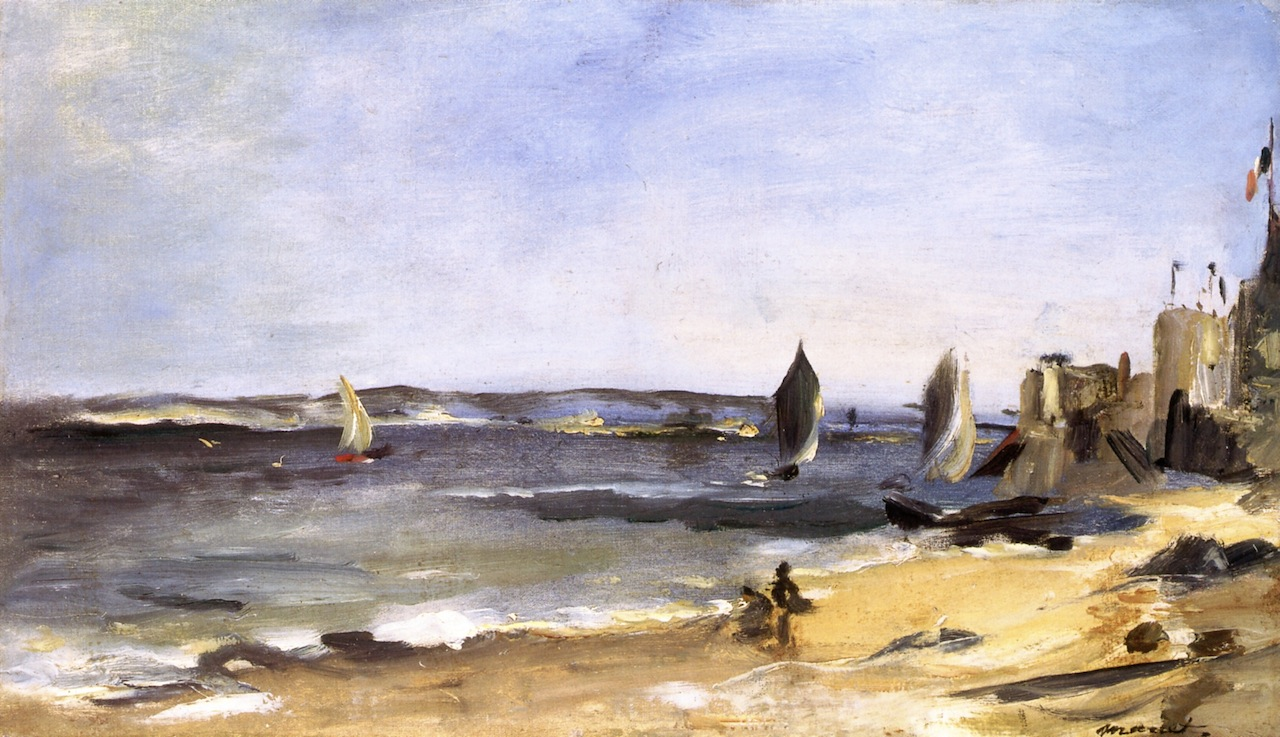
Arcachon bei schönem Wetter
Édouard Manet, 1871
25 × 42 cm
Öl auf Leinwand
Denver Art Museum, Denver

Arcachon bei schönem Wetter  (französisch: Marine à Arcachon oder Arcachon, beau temps) ist ein 1871 entstandenes Gemälde des französischen Malers Édouard Manet. Es zeigt eine Meeresansicht am Strand von Arcachon. Das 25 × 42 cm große, in Öl auf Leinwand gemalte Bild gehört zur Sammlung des Denver Art Museum.

## Bildbeschreibung
Das Gemälde Arcachon bei schönem Wetter ist ein Landschaftsbild. Mit wenigen raschen Pinselstrichen hat Manet den Blick vom Strand im Vordergrund über die Bucht von Arcachon zur gegenüberliegenden Insel Île aux Oiseaux skizziert. Die Uferlinie reicht vom unteren linken Bildrand diagonal nach rechts zur dort beginnenden Bebauung von Arcachon. Der Sandstrand ist in Gelb- und Brauntönen gemalt, vereinzelt findet sich ein weißer Farbauftrag. Bei zwei dunkelbraunen Objekten am rechten Rand könnte es sich um kielobenliegende Boote handeln. Links daneben, am Übergang zum Wasser, deuten horizontale braune Pinselstriche möglicherweise ein am Strand liegendes Boot an. Etwa in der Mitte des Strandes sind mit wenigen dunklen Pinselstrichen zwei Personen dargestellt. Die stehende Figur scheint auf das Meer zu schauen, während die links neben ihr kniende Person eventuell mit einer Arbeit beschäftigt ist. Der Ort Arcachon am rechten Bildrand ist aufgrund der flüchtigen Malweise Manets nur undeutlich zu erkennen. Direkt am Rand ist ein spitzgiebeliges Dach mit einer französischen Trikolore zu sehen. Davor steht links unterhalb ein turmartiger Bau, auf dem sich verschiedene Masten befinden. Diese könnten als Zeichenanlage für die Schifffahrt dienen und Windstärke oder Gezeitenstand signalisieren. Unklar ist die bauliche Situation direkt am Meer, wo vermutlich hölzerne Konstruktionen das Ufer schützen sollen. Das Meer ist durch langgezogene waagerechte Pinselstriche in variantenreicher Farbgebung wiedergegeben. Das Wasser erscheint in verschiedenen Blau- und Grautönen, Wellenkämme und Gischt sind in Weiß gehalten. Auf dem Meer gibt es mehrere Segelboote, von denen sich zwei auf der rechten Seite dicht vor dem Ufer von Arcachon befinden. Links von der Bildmitte segelt ein weiteres Boot mit auffälligem roten Rumpf, in dessen Nähe Manet ein paar Vögel platziert hat. Mit einem kleinen weißen Punkt und einem langgezogenen dünnen Strich hat er einen schwimmenden Vogel skizziert, in einiger Entfernung zeigt er mit zwei weitere Strichen einen fliegenden Vogel. Am Horizont ist mit dünnen gelblichen Strichen der Sandstrand der Île aux Oiseaux angedeutet. Die Fläche darüber nimmt der weiß-blaue Himmel mit diesigen Wolken ein. Die lebhafte Pinselführung auf der Wasseroberfläche und am Strand im Vordergrund, die schäumenden Wellen und die aufgeblähten Segel verdeutlichen das windreiche Wetter an einem Frühlingstag am Atlantik. Das Bild ist unten rechts signiert mit „Manet“.

## Manet in Arcachon
Der Grund für Édouard Manets Aufenthalt in Arcachon war die unruhige politischen Situation in Paris nach dem Deutsch-Französischen Krieg. Während des Krieges hatte er seine Familie angesichts der vorrückenden feindlichen Armeen am 8. September 1870 nach Oloron-Sainte-Marie in den Pyrenäen geschickt. Manets Mutter, seine Frau Suzanne und ihr Sohn Léon Leenhoff verbrachten dort die Kriegsmonate in Sicherheit. Manet, der als Nationalgardist gedient hatte, verließ nach Beendigung der Kampfhandlungen am 12. Februar 1871 Paris und fuhr zu seiner Familie. Aufgrund der Nachrichtenlage aus der französischen Hauptstadt entschloss sich Manet, vorerst nicht dorthin zurückzukehren und stattdessen in der Provinz die weiteren Entwicklungen abzuwarten. Die Familie Manet reiste zunächst von Oloron-Sainte-Marie nach Bordeaux, wo sie sich eine Woche aufhielten. Am 1. März 1871 kamen sie in Arcachon an und blieben für einen Monat. Währenddessen begann am 18. März 1871 die Pariser Kommune, wodurch sich Manets Rückkehr nach Paris um mehrere Wochen verzögerte.

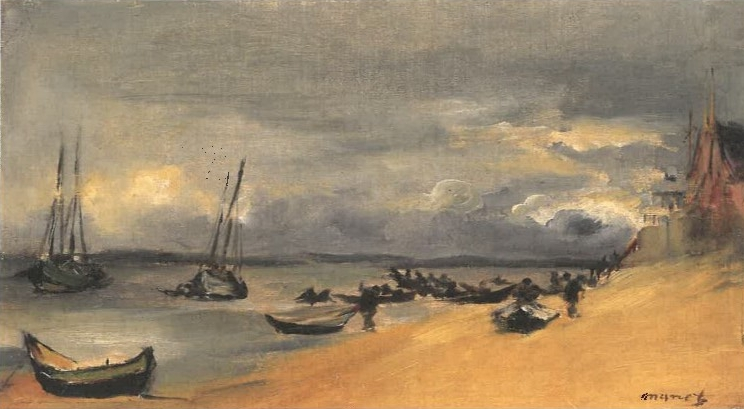
Édouard Manet: Seestück im Sturm bei Arcachon

Das ehemalige Fischerdorf Arcachon hatte sich nach Anschluss der Eisenbahn 1857 zu einem Badeort mit zahlreichen Gästehäusern entwickelt. Manet mietete hier für sich und seine Familie ein kleines möbliertes Haus von einem Dr. Servantie aus Bordeaux. Das erst 1867–69 errichtete Chalet Servantie stand am damals westlichen Ende der Stadt in der Avenue Sainte-Marie. Es verfügte über eine Terrasse, von der aus ein Blick auf die Bucht von Arcachon und die vorgelagerte Île aux Oiseaux möglich war. Während des Aufenthaltes in Arcachon malte Manet neben einem Interieurbild vor allem einige Strandansichten, die unweit des Hauses direkt vor dem Motiv entstanden. Diese kleinformatigen Pleinairszenen ließen sich einfach transportieren und bereiteten bei windigem Wetter wenig Probleme. Neben Arcachon bei schönem Wetter malte Manet das nahezu gleich große Bild Seestück im Sturm bei Arcachon (Privatsammlung). Es zeigt in etwa denselben Strandabschnitt, jedoch mit stürmisch bewegtem Himmel.

## Provenienz
Nach Manet war der erste bekannte Besitzer des Gemäldes Arcachon bei schönem Wetter der Schriftsteller Aurélien Scholl. Danach gehörte es dem Pariser Kunstsammler Adolphe Tavernier und gelangte später in den Besitz der Kunsthandlung Bernheim-Jeune. Das Bild gelangte danach in die Sammlung von Dr. Soubies in Paris. Anschließend war das Gemälde einige Zeit auf dem Kunstmarkt und befand sich nacheinander im Bestand der Pariser Galerie Étienne Bignou, der New Yorker Kunsthandlung M Knoedler & Co und der Londoner Lefevre Gallery. Letztere verkaufte das Bild im März 1933 an einen namentlich nicht bekannten europäischen Kunstsammler. Dessen Erben gaben das Gemälde Arcachon bei schönem Wetter am 4. November 2004 in der New Yorker Filiale des Auktionshauses Sotheby’s zur Versteigerung, wo es für 960.000 US-Dollar den Besitzer wechselte. Als Besitzer trat später der amerikanische Unternehmer Frederic C. Hamilton in Erscheinung, der das Bild 2013 für eine Ausstellung dem Denver Art Museum überließ. 2014 vermachte er dem Museum das Bild zusammen mit weiteren Bildern seiner Privatsammlung.